# Letpadan
Letpadan är en stad i Myanmar. Den ligger i regionen Bago, i den södra delen av landet, 220 km söder om huvudstaden Naypyidaw. Letpadan ligger 23 meter över havet och folkmängden uppgår till cirka 25 000 invånare.

## Geografi
Terrängen runt Letpadan är mycket platt. Runt Letpadan är det tätbefolkat, med 319 invånare per kvadratkilometer. Närmaste större samhälle är Tharyarwady, cirka 15 km söder om Letpadan. Omgivningarna runt Letpadan är en mosaik av jordbruksmark och naturlig växtlighet.

## Klimat
Savannklimat råder i trakten. Årsmedeltemperaturen i trakten är 25 °C. Den varmaste månaden är april, då medeltemperaturen är 32 °C, och den kallaste är augusti, med 22 °C. Genomsnittlig årsnederbörd är 3 145 millimeter. Den regnigaste månaden är juli, med i genomsnitt 864 mm nederbörd, och den torraste är februari, med 1 mm nederbörd.